# Tasmadaphne
Tasmadaphne là một chi ốc biển, là động vật thân mềm chân bụng sống ở biển trong họ Conidae.

## Các loài
Các loài thuộc chi Tasmadaphne bao gồm:
- Tasmadaphne aculeola (Hedley, 1915)[2]
- Tasmadaphne spicula Laseron, 1954[3]